# 네메시스 (2002년 영화)
스타 트렉: 네메시스(Star Trek: Nemesis)는 2002년 개봉한 미국의 SF 영화로, 《스타 트렉》 시리즈의 영화이다. 스타 트렉 시리즈에서는 10번째, 스타 트렉: 더 넥스트 제너레이션의 마지막 극장판 작품이 된다.

## 줄거리
리무스 행성의 우두머리 신존 (톰 하디 분)이 로물루스 행성측에 동맹을 맺을 것을 제의하지만 로물루스 평의회에선 표결을 거쳐 이 제안을 거절한다. 그러자 신존은 무력으로 평의회를 장악하고 로물루스의 집정관 자리에 앉은 뒤 은하 연방측에 평화조약을 맺자고 제의해온다. 은하 연방 사령부에선 엔터프라이즈 호 사령관 피카드 (패트릭 스튜어트 분)에게 신존과 접촉해 볼 것을 지시한다.
신존은 로물루스 행성의 속국 신세였던 리무스 행성을 해방시킨다는 명분을 내세우며 자신이 평화주의자임을 강조하지만, 그의 함선 씨미타 호에 탤러론이라는 가공할 무기가 숨겨져 있음을 알게 된 엔터프라이즈 호 함장과 대원들은 모두 긴장한다.
신존에게서 받은 그의 혈액 샘플을 분석해본 피카드는 다시 한번 놀라는데 신존의 DNA와 자신의 DNA가 똑같았던 것이었다. 신존은 로물루스인들이 만든 피카드의 복제 인간으로 피카드 대신 은하 연방에 첩자로 심어두려는 계략이었던 것이었다.
피카드의 연령에 빨리 도달하게 하기 위해 신존의 몸엔 노화 촉진 인자가 들어있었고, 그 때문에 그는 급격히 생명력을 잃어가고 있었다.로물루스인들의 정치적 이용물로 만들어져 리무스의 탄광에서 학대 받으며 성장한 신존에겐 오로지 싸우고 정복하는 것만이 삶의 목적이자 의미였다. 자신에게 인간의 피가 흐르면서도 인간에 대한 알 수 없는 증오심을 가진 그는 지구인을 몰살시키려는 무서운 야욕으로 불타고 있었다.
신존은 감춰뒀던 자신의 속셈이 드러나자 엔터프라이즈 호에 전면전을 선포하고 엔터프라이즈호는 신존의 쿠데타에서 살아남은 로물루스의 사령관 도나트라와 합동 작전으로 신존에게 결사 항전하는데.

## 출연

### 주연
- 패트릭 스튜어트
- 조나단 플레이크
- 브렌트 스피너
- 레버 버튼
- 마이클 돈
- 게이츠 맥파든
- 마리나 설티스
- 론 펄먼
- 톰 하디
- 디나 메이어
- 주디 치코렐라
- 케이트 멀그루

### 조연
- 스티븐 컬프
- 앨런 데일
- 우피 골드버그
- 니콜라스 라니에
- 다이아나 물다르
- 브라이언 싱어

## 기타
- 원조: 진 로든버리
- 공동제작: 피터 로리슨
- 미술: 허먼 F. 짐머맨
- 의상: 봅 링우드
- 배역: 아만다 맥키 존슨
- 배역: 캐시 샌드리치
- 배역: 주니 로우리-존슨